# 六氟化铬
六氟化铬是一种假想的无机化合物，化学式为CrF6。曾认为它可由金属铬和氟在400 °C、2×107Pa的高压釜中制备。化学性质很不稳定，在常压下即使-100 °C也会分解成三氟化铬和氟。但是近年来的研究六氟化铬并不存在，过去被认为是六氟化铬的物质实际上是五氟化铬。